# Riesachfälle
Riesachfälle är ett vattenfall i Österrike. Det ligger i förbundslandet Steiermark, i den centrala delen av landet. Riesachfälle ligger 1 593 meter över havet.
Närmaste större samhälle är Schladming, 8,9 km nordväst om Riesachfälle.
Trakten runt Riesachfälle består i huvudsak av grästäckta ytor, blandskog och alpin tundra.